# ReWire
ReWire (укр. Ре́Ва́йе) — програмний протокол, розроблений Propellerhead та Steinberg, що забезпечує дистанційне управління та передачу даних при редагуванні цифрового звуку між двома різними програмами. З'явився із появою програмного синтезатора ReBirth 1998 року, а пізніше став поширеним стандартом.
Використовується в програмах, що працюють під Mac OS та Microsoft Windows. Розрахований на передачу даних по 256 звукових доріжок або по 4080 MIDI-каналах одночасно.